# Fórmula 1800
La Fórmula 1800 fou una fórmula de competició automobilística promocional que es disputà entre 1974 i 1976 a l'estat espanyol. La sèrie fou llançada per SEAT en uns moments en què ja es disputava amb èxit una competició similar, la Fórmula 1430, de la qual n'havia de ser l'esglaó superior. La Fórmula 1800 copiava bàsicament el reglament de la Fórmula 3 i anava destinada a monoplaces equipats amb el motor 1800 que duien els Seat 1430 de sèrie.

## Història
L'èxit comercial obtingut per la F-1430 va fer que ja el 1973 SEAT decidís de crear una fórmula superior, inicialment basada en el seu motor 1600, i acabà materialitzant la seva idea el 1974 amb la nova F-1800, desestimant doncs els motors 1600 en favor del 1800. Aviat, però, es veié que el desenvolupament de la nova categoria era un desastre esportiu i comercial, fins al punt que l'experiment esdevingué tan negatiu per a la imatge de SEAT que l'empresa va decidir deixar de donar-hi suport un cop acabada la temporada de 1976, de forma sobtada. Un cop el campionat fou discontinuat, SEAT va abocar tot el seu esforç i suport econòmic a la F-1430, categoria que fins aleshores era mantinguda gairebé només per una sèrie d'entusiastes patrocinadors. Finalment, a començaments de 1979, poc més de dos anys després de la desaparició de la F-1800, SEAT va retirar-se també de la F-1430 i aquest campionat es quedà sense el seu màxim patrocinador, passant a anomenar-se Fórmula Nacional.

## Constructors
Al contrari que a la F-1430, on hi competien amb forta rivalitat diversos fabricants que desenvolupaven els seus respectius monoplaces, a la F-1800 s'hi abocaren pràcticament només dos constructors: Flash Montlhéry, el qual fabricava sota llicència els Martini MK 12 francesos a Sant Cugat del Vallès, i Selex amb el seu ST 4, un monoplaça basat en l'anterior ST 3 de F-1430. El Martini de Flash Montlhéry, nascut originalment com a cotxe de Fórmula 3, comptava amb l'avantatge del seu desenvolupament a mans del seu creador, Tico Martini, i del pilot Jacques Laffite, mentre que el Selex fou dissenyat de cap i de nou per l'enginyer en cap de l'empresa, Jaume Xifré. El ST 4, equipat amb xassís monocasc i dos subxassís tubulars que suportaven el motor i les suspensions, patia certs problemes d'estabilitat que originaren constants modificacions en les suspensions anteriors i l'aleró posterior.
A banda dels dos fabricants, alguns preparadors com ara Talleres Juncosa construïren el seu propi monoplaça de F-1800 tot partint, especialment, del Selex.

## Campions
Font:
| Any  | Pilot               | Cotxe   |
| ---- | ------------------- | ------- |
| 1974 | Xavier Juncadella   | Selex   |
| 1975 | Juan I. Villacieros | Martini |
| 1976 | Juan I. Villacieros | Martini |